# 上田保 (英文学者)
上田 保（うえだ たもつ、1906年(明治39年)1月19日 - 1973年(昭和48年)4月11日）は、日本の英文学者。

## 経歴
1906年(明治39年)、山口県吉敷郡大道村（現・山口市）で生まれた。慶應義塾大学文学部英文科で学び、1929年に卒業。
1934年に第一書房に入社し、『セルパン』で西洋文化の紹介を担当。1941年、慶應義塾大学予科教員に転じた。1949年、慶應義塾大学経済学部教授に就いた。1972年に慶應義塾大学を定年退職し、名誉教授となった。

## 受賞
- 1960年：海野厚志との共訳によるD・H・ロレンス詩集『どうだ　ぼくらは生きぬいてきた！』で日本翻訳出版文化賞を受賞。

## 家族・親族
- 兄：上田敏雄は詩人。
- 夫人：友谷静枝は詩人。林芙美子の友人であった。

## 著作
著書
- 『概説世界文学』創元社 1950
- 『現代ヨーロッパ文学の系譜』宝文館 1957
- 『ヨーロッパ文学入門』慶応通信 1962
- 『象徴主義の文学と現代』慶応通信 1977

著作集
- 『上田保著作集』慶応通信 1975

訳書
- 『東方紀行』オールダス・ハックスリイ著、生活社 1941
- 『世界文学の読みかた』エズラ・パウンド著、宝文館 1953
- 『エリオット詩集』T・S・エリオット著、白水社 1954
- 『ジョコンダの微笑 / 尼僧と昼食』オルダス・ハックスレイ著、山内邦臣・三浦孝之助共訳、英宝社(英米名作ライブラリー) 1956
- 『どうだぼくらは生きぬいてきた!』(D.H.ロレンス詩集 3) D.H.ロレンス著、海野厚志共訳、国文社 1960
- 『エリオット全集1』中央公論社 1960

「聖灰水曜日」ほか
- 『東の国から』（ラフカディオ・ハーン著、平凡社(世界教養全集) 1961
- 『エリオット詩集』T・S・エリオット著、鍵谷幸信共訳、思潮社(現代の芸術双書) 1965
- 『エリオット詩集』(世界詩人全集 16) T・S・エリオット著、西脇順三郎共訳、新潮社 1968
- 『エリオット詩集』T・S・エリオット著、角川書店(世界の詩集) 1973

## 参考
- 『上田保著作集』（慶応通信）附載年譜